# Мурални угрушак крви
Мурални угрушак крви (енг. mural thrombi) врста је  угрушка причвршћеног широком површином, делимично, или  на петељци, за зид великог крвног суда и срчаних шупљина. Појава муралног угрушка крви у нормалном или минимално атеросклеротском крвном суду ретка је појава у одсуству хиперкоагулативног стања или инфламаторних, инфективних или породичних обољења аорте. Мурални угрушци крви могу се видети у срцу и великим крвним судовима као што је аорта, могу ограничити проток крви. Углавном се налазе у силазној аорти, а ређе у луку аорте или трбушној аорти.
Део муралног угрушка крви може се откинути од основе и формирати емболус који кретањем кроз кардиоваскуларни систем може запушити неки од крвних судова и довести до инфаркта и некрозе  (услед непрокрвљености и изумирања ћелија) оболелог органа или дела органа.

## Епидемиологија
Пре литичке и ургентне интервентне ере, мурални угрушак леве срчане коморе јављао се код 25% до 40% пацијената након првог антероапикалног инфаркта миокарда. Са појавом стратегија акутне реперфузије, дошло је до пада преваленције ове болести. Највећи ризик од угрушка крви леве срчане коморе је накнадна емболизација са можданим ударом или великим губитком органа. Према једној студији (Curtis F. Garvin-а) од 771 одраслих пацијента на аутопсији који су умрли од срчаних болести, 265, или 34,4%, имало је један или више муралних угрушака крви. Болест коронарних артерија, са инфарктом миокарда, била је врста срчане болести која се најчешће повезивала са муралним угрушком; јер је у две трећине ових случајева ова компликација је била присутна. Већина муралних угрушак у случајевима коронарне артеријске болести са инфарктом миокарда узрокована је самим инфарктом и налази се у левој срчаној комори.
Код хипертензивне болести срца, око 60% пацијената млађих од 40 година имало је угрушак крви, док је само 20% оних који су имали 60 или више година имало ову компликацију. Ова значајна разлика је необјашњива.
Код реуматских срчаних обољења, мурални угрушци су се јављали два и по пута чешће код пацијената са  фибрилацијом срца него код оних са нормалним механизмом; што  је веома значајно.
Угрушци крви су били присутни у десној преткомори и/или левој преткомори у 86,5% случајева, што је вероватно још један показатељ важности аурикуларне фибрилације. Постојала је веома значајна превага муралних угрушака крви код старијих пацијената, вероватно због веће учесталости аурикуларне фибрилације у овој групи пацијената.
Историјски гледано, вероватноћа емболије била је највећа у прве две недеље након акутног догађаја и смањивала се током наредних шест недеља. После овог времена, сматра се да долази до ендотелизација угрушка крви са смањењем његовог емболијског потенцијала. 
Данас је употреба тромболитика и антикоагуланса, смањила је инциденцију муралних угрушака крви али не у великој мери.

## Етиологија
Мурални угрушци крви су угрушци који се причвршћују за зид крвног суда и срчане коморе. Најчешће настају као компликације код поремећаја срчаног ритма типа апсолутне аритмије, код имплантираних вештачких валвуле, после акутног срчаног удара и других стања. Могу се појавити и на зиду крвних судова као последица упале и повреда, на атеросклеротским плаковима.
Појава муралног угрушка крви у нормалном или минимално атеросклеротском крвном суду је ретка појава у одсуству хиперкоагулативног стања или инфламаторних, инфективних или породичних обољења аорте. Мурални угрушци крви се могу видети у великим крвним удовима као што су срце и аорта и могу ограничити проток крви. Углавном се налазе у силазној аорти, а ређе у луку аорте или абдоминалној аорти. Мурални угрушци крви могу да нападну било коју срчану комору. Угрушак крви у левој срчаној комори је честа компликација акутног инфаркта миокарда, углавном са захватањем врха срца. Овај угрушак се може одвојити од срчане коморе и путовати кроз артерије, блокирајући све крвне судове.
Вирхоова тријада описује патогенезу формирања тромба:
- Повреда ендотела крвног суда - покреће процес.

- Абнормални ламинарни ток крви - изазван турбуленцију у артеријама и пропагира процес  и изазива валвулитис или анеуризму.

- Хиперкоагулабилност - додатно појачава згрушавање крви у крвном суду.  Леукемија или поремећаји коагулације изазивају хиперкоагулабилност.

Ова три фактора стварају каскаду догађаја који доводе до ширења угрушка који на крају зачепљује крвне судове и изазива компликације.

## Патофизиологија
Формирање угушка крви почиње као одговор на повреду, активацијом хемостатски процеса. Тромбоцити се активирају излагањем колагену или ткивном фактору. Ово изазива даљу каскаду активације тромбоцита са ослобађањем цитокина, што на крају изазива стварање угрушка крви. Цео процес  регулисан је терморегулацијом. 
Бројна срчана стања представљају повећан ризик од стварања угрушак:
- фибрилација срца,

- замену срчаних залистака,

- дубока венска тромбоза,

- акутни инфаркт миокарда

- генетски поремећај коагулације.

Велики угрушак крви у суду може зачепити крвни суд и изазвати исхемију, што резултује смрћу ткива. Понекад угрушци слободно плутају и могу се померити до дисталног дела крвног суда. Емболизација мозга може довести до можданог удара, емболизација удова може довести до ампутације уда.

## Хистопатологија
Изгледају црвенкасто-сиве, представљају траке фибрина са заробљеним белим крвним зрнцима (ВБЦ) и црвеним крвним зрнцима (РБЦ). Тромби су класификовани у три велике групе у зависности од релативне количине тромбоцита и еритроцита. Три главне групе су бели тромби, које карактерише превласт тромбоцита; црвени тромби које карактерише превласт РБЦ; и помешана са обележјима и белих и црвених тромба. Тромби могу бити покретни, што је карактеристика која је повезана са већим емболијским потенцијалом. Повремено, свежи тромби попримају цистични изглед. Ово је због комбинације фактора укључујући различите степене зрелости угрушка и резултира акустичним границама између релативно свежих и више организованих региона.

## Дијагноза
Мурални тромб може бити симптоматски или се може дијагностиковати као случајан налаз. Симптоми су углавном повезани са локализацијом тромба. Може се случајно открити да лежи у зидовима аорте код асимптоматског пацијента. Његова емболизација у мозгу изазива цереброваскуларне догађаје, изазива мезентеричну исхемију у цревима и изазива инфаркт бубрега, коронарну исхемију у срцу, инфаркт плућа, између осталог. Његово присуство у дисталном делу суда може изазвати исхемију, што може довести до губитка удова.
Различити модалитети могу помоћи у дијагнози, али модалитет избора за дијагнозу муралних тромба је ЦТ или МРИ ангиографија. Ови алати су најбољи за одређивање локације и обима тромба на зиду. Ови модалитети су скупи, али корисни у прогнози болести.  Трансезофагеална ехокардиографија (ТЕЕ) је још једна, релативно неинвазивна опција и добар алат за дијагнозу. ТЕЕ је јефтина процедура поред кревета са малим ризиком од компликација. ТЕЕ је такође од помоћи у дијагностици тромба леве коморе и атерома аорте, посебно у асцендентној аорти. И МРИ и ЦТ су осетљивији од ТЕЕ у откривању тромба у целој торакалној аорти. Обоје се обично добро толеришу. 
Други модалитети попут интраваскуларног ултразвука или оптичке кохерентне томографије отворили су нову еру дефинисања угрушака крви.

## Диференцијална дијагноза
Мурални  угрушци крви у срчаној шупљини могу имитирати срчану масу. У зиду аорте може се појавити као мурални хематом или дисекција аорте.

## Терапија
Лечење угрушка може смањити ризик од можданог удара, инфаркта миокарда и плућне емболије. Не постоје стандардизоване смернице за лечење муралног угрушка.
Хепарин и варфарин се често користе за инхибицију покретања и ширења постојећих угрушака. Хепарин се везује за ензим инхибитор антитромбина 3, а варфарин инхибира витамин К епоксид редуктазу, оба ензима су потребна за производњу фактора згрушавања. Хепарин је пожељни лек за растварање угрушка. Ако се угрушци не повуку након две недеље терапије хепарином, онда је операција опција.
Тромболитичка терапија је још једна опција за растварање угрушка. Укључује стрептокиназу, урокиназу, ретеплазу и тенектеплазу. Обично се примењују интравенозно. Кандидати за хирургију укључују млађе пацијенте, оне који имају низак ризик од периоперативних компликација, оне код којих је конзервативно лечење неуспешно и оне који имају високо мобилни угрушак са високим емболичним ризиком.
Хируршка процедура укључује тромбектомију, сегментну ресекцију аорте, тромбоаспирацију и ендолуминалне стент-графтове. Ниједан приступ није дефинитивно супериоран. Трансплантација ендолуминалног стента је најмање инвазивна опција, али носи висок ризик од дисталне емболизације кроз манипулацију жицом и постављање стента.

## Прогноза
Генерално глесано, уз правовремену дијагнозу и одговарајућу терапију, прогноза муралног угрушка крви је повољна.
Међутим ако се не лече, пацијенти са муралним угрушком  крви су у опасности од емболизације која доводи до цереброваскуларног инфаркта као најозбиљније компликације.  

## Компликације
Угрушци крви у левој срчаној комори могу да се емболизирају у мозгу или било ком другом органу тела узрокујући фаталне догађаје. 
Аортни мурални угрушци крви имају велике шансе за емболизацију и већу инциденцу губитка удова.
Мезентерична исхемија, инфаркт бубрега, губитак вида, инфаркт миокарда су друге ретке компликације муралног угрушка крви.